# ADM-3

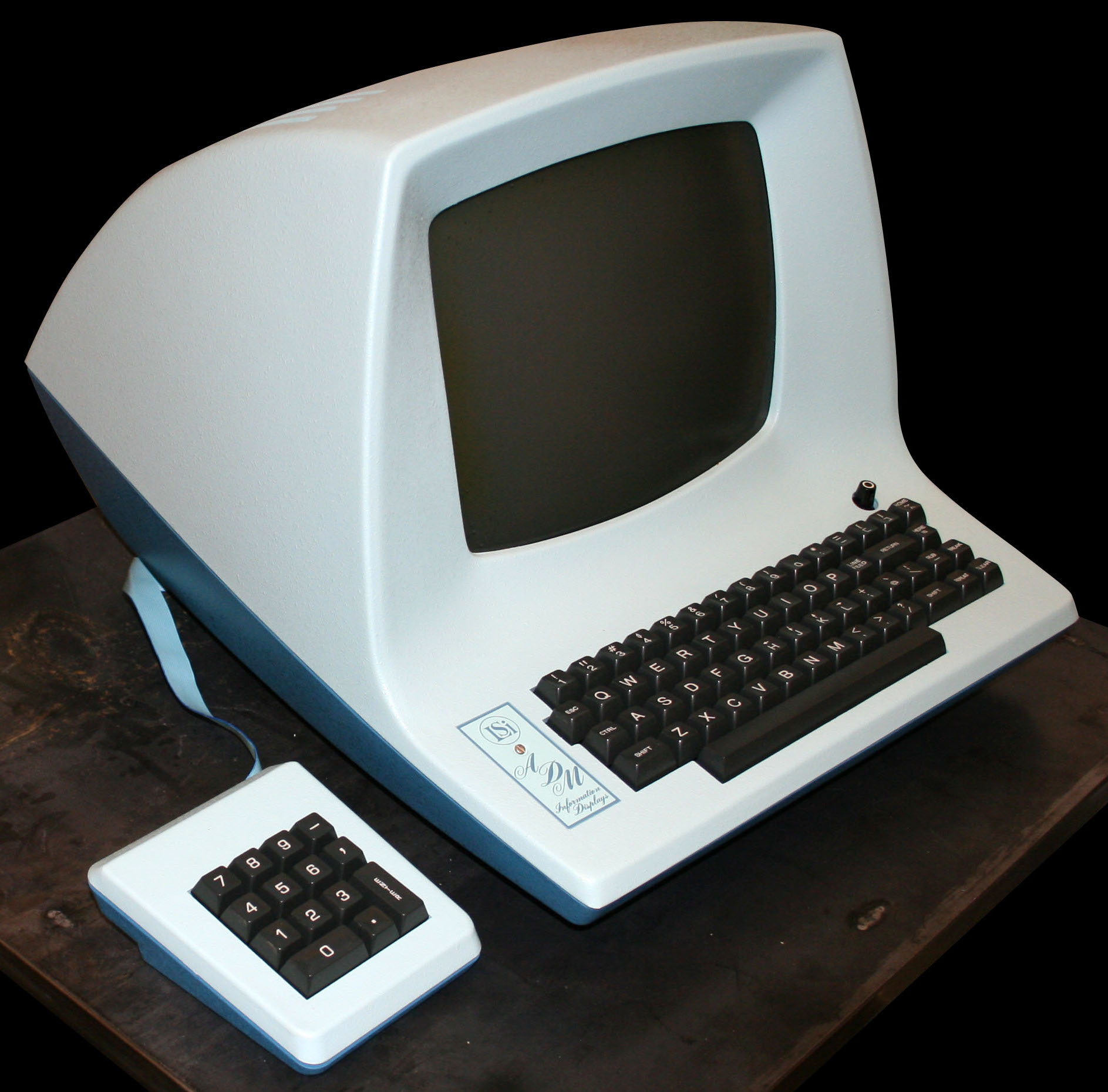
ADM-3 с дополнительной цифровой клавиатурой

ADM-3 (Advanced Display Monitor Model 3) — компьютерный терминал, выпускавшийся компанией Lear Siegler с 1975 года по середину 1980-х. В 1976 году вышла модификация ADM-3A, поддерживавшая управляющие символы позиционирования курсора и некоторые другие возможности. Терминал имел 12-дюймовый экран, отображающий 12 или 24 строки по 80 символов. Изначальная стоимость составляла $995, что было достаточно недорого для своего времени, благодаря чему он довольно быстро завоевал популярность. 

## Конструктивные особенности
На единой печатной плате размещалась вся электроника устройства, и была реализована исключительно на микросхемах малой и средней степени интеграции без использования микропроцессоров (которые тогда уже существовали). Однако в отличие от более ранних терминалов, в качестве памяти использовались не сдвиговые регистры, а полноценные микросхемы памяти с произвольным доступом. Низкая цена — всего $ 995 — отчасти была обусловлена использованием волновой пайки.
12-дюймовый монохромный дисплей мог иметь оранжевый, зелёный или белый люминофор. Внешний вид терминала часто сравнивали с ракушкой.
К терминалу можно было докупить различные аксессуары, включая печатающее устройство, цифровую клавиатуру и накопитель на магнитной ленте.

## Маркетинг
В рекламной кампании Lear Seigler называли эту модель «тупым» («dumb») терминалом, впротивовес своим же «умным» продуктам ADM-1 и ADM-2, заметно более сложным и дорогим. ADM-3, не позволял манипулировать уже внесенными данными, зато стоил намного дешевле.
По словам Денниса Кагана, с 1973-го работавшего в LSI менеджером по региональным продажам, название серии ADM расшифровывалось как American Dream Machine — машина американской мечты. При очень близких характеристиках видеотерминал ADM-3 стоил почти на $ 1500 дешевле, чем разработка от DEC того же времени.
В скором времени, компания стала продавать наборы для самостоятельной сборки терминалов, в который входили необходимые электронные компоненты и подробная инструкция по сборке и настройке. Подписчики автоматически становились членами Dumb Terminal Fan Club.

## Наследие
ADM-3 был в своё время очень распространённой машиной. Используемая на этом терминале схема управления курсором с помощью клавиш HJKL впоследствии перекочевала в текстовый редактор vi.